# U (Panama)
U, ook U Centro, is een plaats (lugar poblado) in de gemeente (distrito) Penonomé (provincie Coclé) in Panama. In 2010 was het inwoneraantal 172. 
De plaats is aan een rivier gelegen. Het dorp heeft samen met een handvol andere dorpen, zoals het Franse Y, de kortste naam op aarde.